# Стандартен линкор
Стандартен линкор са поредица от дванадесет заложени линейни кораба от пет различни типа, поръчани от ВМС на САЩ в периода 1911 – 1916 г., единадесет от които влизат в строй в периода 1916 – 1923 г. Върху последните кораби от тази поредица оказват съществено влияние резултатите от анализа на Ютландското сражение.
Конструкцията на стандартните линкори включва множество иновации, оказващи влияние върху надпреварата във въоръженията, която следва след Първата световна война. Някои историци разглеждат стандартните линкори като отговора на американския флот за бързото развитие на линейния флот на Японската империя. Стандартните линкори сяставляват основата на бойната линия на американския флот през междувоенния период, кодато по-старите линкори са дадени за скрап, или изпълняват второстепенни функции. Вашингтонският договор от 1922 г. ограничава общия брой и тонаж на линкорите на страните-участници в него, много от строящите се линкори са разглобени на стапела, за това до началото на Втората световна война стандартните линкори остават най-съвременните линкори на САЩ. Към момента на влизането на САЩ във Втората световна война, към 7 декември 1941 г., 8 стандартни линкора се намират в залива на Пърл Харбър, а един в щата Вашингтон, три от останалите са част от Атлантическия флот.
Концепцията на стандартния линкор, постановявайки общи тактико-технически характеристики за различните типове кораби, им позволява ефективно да действат в състава на съединения. За разлика от САЩ, линейните флоти на другите страни се делят на „бързо“ и „бавно“ крило, които не могат да се сражават в общ строй поради различната им скорост и радиус на циркулация.
Главният недостатък на концепцията на стандартния линкор е забавянето на общото развитие на класа и едновременното остаряване на целия линеен флот. Например, една от общите характеристики на стандартните линкори е еднаквата максимална скорост от 21 възела. Когато в края на 1930 години водещите морски държави започват да строят бързоходните си линкори, скоростта на които надминава 27 възела, в състава на ВМС на САЩ, за разлика от Великобритания и Япония, няма 25-възлови линкори, които могат лесно да се модернизират и използват съвместно с новите кораби. Аналогично, решението на Япония да построи линкори с 460-мм оръдия е предизвикано от стремежа да се направи остарял целият линеен флот на САЩ едновременно.

## Типовете стандартни линкори
- Линейни кораби тип „Невада“
  - USS Nevada (BB-36)
  - USS Oklahoma (BB-37)
- Линейни кораби тип „Пенсилвания“
  - USS Pennsylvania (BB-38)
  - USS Arizona (BB-39)
- Линейни кораби тип „Ню Мексико“
  - USS New Mexico (BB-40)
  - USS Mississippi (BB-41)
  - USS Idaho (BB-42)
- Линейни кораби тип „Тенеси“
  - USS Tennessee (BB-43)
  - USS California (BB-44)
- Линейни кораби тип „Колорадо“
  - USS Colorado (BB-45)
  - USS Maryland (BB-46)
  - USS Washington (BB-47) (незавършен)
  - USS West Virginia (BB-48)

- BB-36 „Невада“
- BB-37 „Оклахома“
- BB-38 „Пенсилвания“
- BB-39 „Аризона“
- BB-40 „Ню Мексико“
- BB-42 „Айдахо“
- BB-43 „Тенеси“
- BB-44 „Калифорния“
- BB-45 „Колорадо“
- BB-46 „Мериленд“
- BB-48 „Уест Вирджиния“

## Характеристики
Основните характеристики на стандартните линкори, започвайки от типа „Пенсилвания“ са:
- Брониране по схемата „всичко или нищо“ (на английски: all or nothing);
- По две линейно-терасовидни кули на главния калибър на носа и кърмата;
- Далечина на плаване 8000 мили на икономична скорост от 10 възела;
- Максимална скорост 21 възела;
- Радиус на циркуляцията 700 ярда (640 м).
- Котли работещи на нефт[1].
- Бордова броня 13,5".

За три от типовете по-късни кораби на „Стандартния тип“ също е характерна съвкупна 4,5-дюймова защита на палубите, 18-дюймова защита на челото на кулите.
Линкорите от типа „Невада“ не са съвсем стандартни: те не много добре слушат рулите и обладават лоша маневреност – диаметърът на тактическата им циркулация съставлява 754 м (около четири и половина дължини на корпуса), тяхната проектна скорост съставлява 20,5 възела.
Американците се заемат с корекция и подобравяне на проекта „стъпка по стъпка“, постепенно отстранявайки недостатъците. Така се появява типа „Тенеси“, даже външно създаващ впечатление за хармоничност и завършеност.
Характеристиките на стандартните линкори са оптимизирани за използване в рамките на стратегиите на Алфред Махеан, който счита линейните кораби за главната ударна сила на флота. Всички последващи типове линкори от края на 1930 и 1940 години, започвайки от линкорите тип „Норт Керълайн“, значително отстъпват от принципите на стандартните линкори и се строят на принципа на бързоходните линкори, тъй като тяхната основна функция става съпровождането на бързоходните авионосни съединения.
| Артилерия                                                                   | 6   | 8,5 | 9   | 9,5 | 10  | 4 |
| Управление на огъня                                                         | 5   | 6   | 6   | 7   | 7   | 4 |
| Противоминен калибър                                                        | 5   | 5   | 7   | 7   | 7   | 2 |
| Брониране                                                                   | 7,5 | 8,5 | 10  | 10  | 10  | 4 |
| Подводна защита                                                             | 2   | 4   | 5   | 10  | 10  | 2 |
| Тактически характеристики (устойчивост, борба за живучест, скорост и т.н.)  | 7   | 8   | 8   | 8,5 | 8,5 | 2 |
| Оперативни фактори (далечина, мореходност, удобство на обслужването и т.н.) | 7   | 8   | 8   | 9   | 9   | 1 |
| Обща претеглена оценка                                                      | 111 | 134 | 146 | 164 | 166 |   |

След изпълнението на условията на Вашингтонския договор линейният флот на САЩ се състои от три групи:
1. кораби с котли на въглища, 305-мм и 356-мм артилерия, слаба вертикална, хоризонтална и противоторпедна защити;
2. кораби с 356-мм артилерия, схема на защита „всичко или нищо“, недостатъчна противоторпедна защита (типовете „Невада“, „Пенсилвания“, „Ню Мексико“) и недостатъчна хоризонтална защита (типовете „Невада“, „Пенсилвания“);
3. кораби от т. нар. „Голяма петица“ (типа „Тенеси“ с 356-мм оръдия и типа „Мериленд“ с 406-мм) с турбоелектрически установки, добра бронева и ПТЗ защити.

Според мнението на ръководството на флота линкорите от първата група трябва да се „добутат“ по подводна защита до нивото на линкорите от „Голямата петица“.
Линкорите от втората група следва да се модернизират и да се приведе тази част от американския линеен флот до стандарта на „Голямата петица“.
За тях, освен усилването на ПТЗ, за сметка на поставянето на бордови були, се предвижда удебеляване на бронята на палубите, замяна на решетчетите мачти, надстройките, системите за управление на огъня, увеличаване на ъгъла на възвишение на оръдията от главния калибър, усилване на зенитната артилерия и замяната на авиационното оборудване, а също така замяната на главните механизми за съхраняването на 21-възловата скорост.
В корабостроителниците и заводите на САЩ след отмяната на дострояването на седем линкора и четири линейни крайцери остават огромно количество материали, механизми и оборудване. Всичките тези готови или почти готови котли, турбоелектрически установки, бронеплочи и листове позволяват да се проведат модернизациите на приемлива цена.
Колкото и стараяния да са положени в хода на модернизаците добутването на характеристиките на „Невадите“ до стандартите на „Голямата петица“ е невъзможно.
Силното въоръжение, мощното брониране и добре обмислената подводна защита правят от американските линкори труден противник за артилерийски дуел един срещу един, обаче за да се компенсира тактическата скованост на подобно бавно съединение то има нужда от бързоходна поддръжка. Този извод води американските морски стратези до необходимостта от създаване на съответващо на новите линкори съединение от бързоходни тежки кораби. Така във флота на САЩ за първи път се появява идеята за линейия крайцер. Разработката ѝ дава кораби, след бавните, превъзходно защитени линкори, впадащи в съвършено друга крайност.
Основната особеност на линейни крайцери от типа „Лексингтън“ е необичайно високата за тежък артилерийски кораб скорост – при мощност на механизмите от 180 хил. к.с. те трябва да развиват на пълен ход над 33 възела. Въоръжението им се състои от осем 16"/50 оръдия в четири кули, разположени в две групи линейно-терасовидно на носа и кърмата. Подобни мощни настъпателни характеристики не оставят свободно тегло за някаква сериозна бронева защита.
| Сравнителни характеристики на стандартните линкори | Сравнителни характеристики на стандартните линкори | Сравнителни характеристики на стандартните линкори | Сравнителни характеристики на стандартните линкори | Сравнителни характеристики на стандартните линкори | Сравнителни характеристики на стандартните линкори |
| -------------------------------------------------- | -------------------------------------------------- | -------------------------------------------------- | -------------------------------------------------- | -------------------------------------------------- | -------------------------------------------------- |
|                                                    | „Невада“                                           | „Пенсилвания“                                      | „Ню Мексико“                                       | „Колорадо“                                         | „Тенеси“                                           |
| Година на залагане                                 | 1912                                               | 1914                                               | 1915                                               | 1917                                               | 1917                                               |
| Година на влизане в строй                          | 1915                                               | 1916                                               | 1918                                               | 1921                                               | 1920                                               |
| Стойност на корпуса и механизмите $                | 6 милиона                                          | 7,5 млн                                            |                                                    |                                                    |                                                    |
| Водоизместимост, нормална, т                       | 27 941                                             | 31 904                                             | 32 512                                             | 33 123                                             | 32 817                                             |
| Пълна, т                                           | 28 856                                             | 32 717                                             | 33 528                                             | 34 129                                             | 33 721                                             |
| Номинална мощност на СУ, к.с.                      | 24 800                                             | 31 500                                             | 32 000/27 500                                      | 28 900                                             | 28 600                                             |
| Скорост, въз.                                      | 20,5                                               | 21                                                 | 21                                                 | 21                                                 | 21                                                 |
| Далечина на плаване, мили (на скорост, въз.)       | 5195 (12)                                          | 6070 (12)                                          | 5120 (12)                                          | 8000 (10)                                          | 8000 (10)                                          |
| Брониране, мм                                      |                                                    |                                                    |                                                    |                                                    |                                                    |
| Пояс/траверси                                      | 343/203                                            | 343/330…203                                        | 343/343…203                                        | 343/343                                            | 343/343…203                                        |
| Кули, чело                                         | 406                                                | 457                                                | 457                                                | 457                                                | 457                                                |
| Барбети                                            | 330                                                | 330                                                | 330                                                | 343                                                | 330                                                |
| Рубка                                              | 406                                                | 406                                                | 406                                                | 406                                                | 406                                                |
| Палуба                                             | 62                                                 | 62                                                 | 89                                                 | 89                                                 | 89                                                 |
| Противоторпедна защита                             |                                                    |                                                    |                                                    |                                                    |                                                    |
| Тротилов еквивалент, кг (фунта)                    | 45 (100)                                           | 136 (300)                                          | 136 (300)                                          | 181 (400)                                          | 181 (400)                                          |
| Въоръжение                                         |                                                    |                                                    |                                                    |                                                    |                                                    |
| Главен калибър                                     | 10×356-мм/45                                       | 4×3×356 мм/45                                      | 4×3×356 мм/50                                      | 4×2×406 мм/45                                      | 4×3×356 мм/50                                      |
| Спомагателен                                       | 21×127 мм/51                                       | 22×127 мм/51 2×76,2 мм                             | 14×127 мм/51 4×76,2 мм                             | 14×127 мм/51 4×76,2 мм                             | 14×127 мм/51 4×76,2 мм                             |
| Торпедно въоръжение                                | 2×533 мм ТА                                        | 2×533 мм ТА                                        | 2×533 мм ТА                                        | 2×533 мм ТА                                        | 2×533 мм ТА                                        |

Линейните кораби от типа „Тенеси“, независимо от близките „на хартия“ характеристики с „Ню Мексико“, се оценяват като много по-ефективни кораби.

## История на службата

### Първа световна война
Гориво за стандартните линкори е нефтът. Четири стандартни линкора („Невада“, „Оклахома“, „Пенсилвания“ и „Аризона“) вземат участие в Първата световна война. Първите два, поради своята ниска скорост, заедно с броненосците съпровождат конвоите от САЩ към Великобритания. Тъй като във Великобритания изпитват дефицит за нефт, „Пенсилвания“ и „Аризона“ не са привличани за съвместни действия.

### Междувоенен период
В течение на периода 1920 – 1930 година „стандартните линкори“ са подложени на модернизации. Ажурните мачти на всички линкори, освен „Тенеси“ и „Колорадо“, са заменени с триноги с пост за управление на стрелбата на топа. Демонтирани са торпедните апарати и е усилена зенитната артилерия. Максималният ъгъл на възвишение на оръдията на главния калибър при по-старите кораби е доведен до 30° с цел увеличаване на далечината на стрелба. Болшинството кораби са оборудвани с противоторпедни були. На всеки кораб са поставени катапулти и подемни кранове за базиране на хидросамолети-разузнавачи и коректировачи на огъня.
Благодарение на натрупания опит линкорите от типа „Ню Мексико“ получават най-пълната модернизация сред всички американски линкори.
Поради отсъствието на средства за модернизация на „Голямата петица“ корабите от типа „Ню Мексико“ се считат за най-силните и ефективни линкори в американския флот до влизането в строй на „Норт Каролина“ и „Вашингтон“.
Американските „стандартни линкори“ до края на 30 години (времето на масовата поява на бързоходните линкори от новото поколение) са фактически най-мощното в света съединение линейни кораби.

### Втора световна война
На 7 декември 1941 г. линкорът „Колорадо“ се намира в реконструкция в корабостроителницата Puget Sound Navy Yard, а трите линкора от типа „Ню Мексико“ са приписани към Атлантическия флот. Оставащите 8 линкора към момента на японската атака се намират в Пърл Харбър, пришвартовани на „линкорната редичка“ при остров Форд, а „Пенсилвания“ се намира на ремонт в док.
По време на японската атака „Аризона“ е напълно разрушен от взрив на бронебойна бомба в носовия артилерийски погреб. „Оклахома“ получава множество торпедни попадения и се преобръща. „Уест Вирджиния“ и „Калифорния“ са потопени и лягат на дъното на ровен кил, „Невада“ дава ход и се изхвърля на брега. „Тенеси“ и „Мериленд“, защитени от торпедата с корпусите на другите линкори, получават няколко повреди от авиобомби.
Безвъзвратно са загубени само „Аризона“ и „Оклахома“. Останалите линкори са изпратени към тихоокеанското крайбрежие на САЩ на ремонт и реконструкция, по време на която те са модернизирани, с цел да се приближат някои от характеристиките им до нивото на новите бързоходни линкори от типа „Саут Дакота“. При това газенето на „Тенеси“, „Калифорния“ и „Уест Вирджиния“ се увеличава с толкова, че това затруднява преминаването им през Панамския канал и съответно използването им в Тихия океан. „Мериленд“, „Колорадо“ и „Пенсилвания“ получават нови двуоръдейни кули за 127-мм/38 оръдия, на „Невада“ е съществено реконструирана надстройката.
Всички десет оставащи в строй стандартни линкори преминават Втората световна война, осигурявайки артилерийска поддръжка на десантите. Малката скорост затруднява тяхното участие във флотските операции, в частност, прави невъзможно действието им в състава на бързоходните авионосни съединения, които стават основната ударна сила на американския флот.
Шест от стандартните линкори вземат участие в последното в историята на флота линейно сражение в пролива Суригао, където нито един от тях не получава повреди.
В хода на последващите бойни действия нито един стандартен линкор не е потопен или повреден, с изключение на „Пенсилвания“, който в края на войната е повреден от авиационно торпедо.

### Съдбата на корабите
„Пенсилвания“ и „Невада“, през 1946 г., са използвани като мишени при изпитанията на атомно оръжие в рамките на операцията „Кросроудс“. „Мисиссипи“, през 1946 г., е превърнат в изпитателен съд за изпробване на нова артилерия и ракети и служи като такъв до 1956 г. Болшинството останали стандартни линкори са отписани от флота през 1946 – 1947 година и са преведени в резерва. През 1959 г. всички те са продадени за скрап.